# Американо-эстонские отношения
Американо-эстонские отношения — двусторонние дипломатические отношения между США и Эстонией.

## История
Соединённые Штаты и Эстонию связывают сильные союзнические и партнёрские отношения. США признали Эстонию в июле 1922 года.
Эстония была присоединена к Советскому Союзу в 1940 году во время Второй мировой войны. Власти США не признали этого и 15 июля 1940 года в американских банках были заблокированы эстонские активы. В конце 1980-х годов в мире осталось только одно дипломатическое представительство Эстонской республики — в Нью-Йорке. Эта миссия с 1950 года получила от американских властей разрешение распоряжаться процентами с замороженных активов. В дальнейшем американские власти делали в её пользу символические жесты. Например, в 1983 года указание на картографических материалах прибалтийских стран как независимых государств, оккупированных СССР, стало обязательным для закупок этих материалов для нужд армии США.
В 1991 году Эстония провозгласила восстановление своей независимости и вслед за этим последовало международное признание. Соединённые Штаты никогда не признавали насильственное включение Эстонии в состав Советского Союза.
Эстония является страной-членом НАТО и отправляла свои войска в Афганистан.

## Дипломатические представительства
- США имеют посольство в Таллине[6]. Временный поверенный в делах США в Эстонии — Брайан Рорафф.
- Эстония имеет посольство в Вашингтоне[7] и генеральное консульство в Нью-Йорке[8]. Чрезвычайный и полномочный посол Эстонии в США — Кристьян Прикк.

## Торговля
Импорт из Соединённых Штатов в Эстонию: компьютерные и электронные изделия, химикаты, машины, транспортные средства и изделия из древесины. США импортирует из Эстонии: компьютерные и электронные изделия, нефтепродукты, химические вещества, электротехническое оборудование и оптические приборы, медицинские и точные приборы. Эстония участвует в программе безвизового въезда, которая предоставляет гражданам стран-участниц возможность 90 дней находится в Соединённых Штатах без получения визы.